# 塩田亜飛美
塩田 亜飛美（しおた あとみ、1980年2月12日 - ）は、東京都世田谷区出身のプロゴルファーである。愛称は「あとみん」。那須小川ゴルフクラブ所属。マネジメントはレプロエンタテインメント。

## 人物
- 堀越高等学校出身。
- 10歳の時（1990年ごろ）よりゴルフを始める。2003年プロテスト合格。
- 契約は、クラブ・ウェアがプロギア、ボールがブリヂストン。得意クラブはドライバー。
- 愛車はトヨタ・クラウン。
- UFOキャッチャー、推理小説、リラックマが好き。